# Народное избирательное движение (Венесуэла)
Народное избирательное движение — Социалистическая партия Венесуэлы (исп. Movimiento Electoral del Pueblo - Partido Socialista de Venezuela, MEP) — левая социалистическая политическая партия Венесуэлы, созданная 10 декабря 1967 года. Идеология партии основана на учениях социалистической демократии, национального освобождения и левого национализма. Её основателями стали Луис Бельтран Прието Фигероа, Хесус Анхель Пас Галаррага и Салом Меса Эспиноза.
Официальные цвета партии: фиолетовый и жёлтый. Лозунг: «С народом к победе национального освобождения и социалистической демократии» (исп. Con el pueblo hacia el triunfo, liberación nacional y democracia socialista).

## Идеология
Народное избирательное движение было создано приверженцами левого крыла венесуэльского народнического движения в 1967 году.  С принятием программы («Политических тезисов»), в которой говорилось, что партия ведёт «борьбу за национальное освобождение и демократический социализм», на съезде в 1970 году была официально провозглашена социалистическая ориентация партии, что положило начало эволюции движения в сторону научного социализма и использования диалектического метода.
Политические и идеологические основы партии были сформулированы Луисом Прието Бельтраном Фигероа, основателем НИД, в его работе «От традиционализма к современности» (исп. Del tradicionalismo a la modernidad), также известной как «Фиолетовая книга» (исп. Libro morado).
Основные ценности НИД:
- Национальное освобождение, которое понимается партией как «инструмент для искоренения олигархической и империалистической эксплуатации».
- Социалистическая демократия, которая для НИД является «основой преодоления противоречий и различий наций и классов для интегрального развития человеческой личности».[5]

## История

### Создание

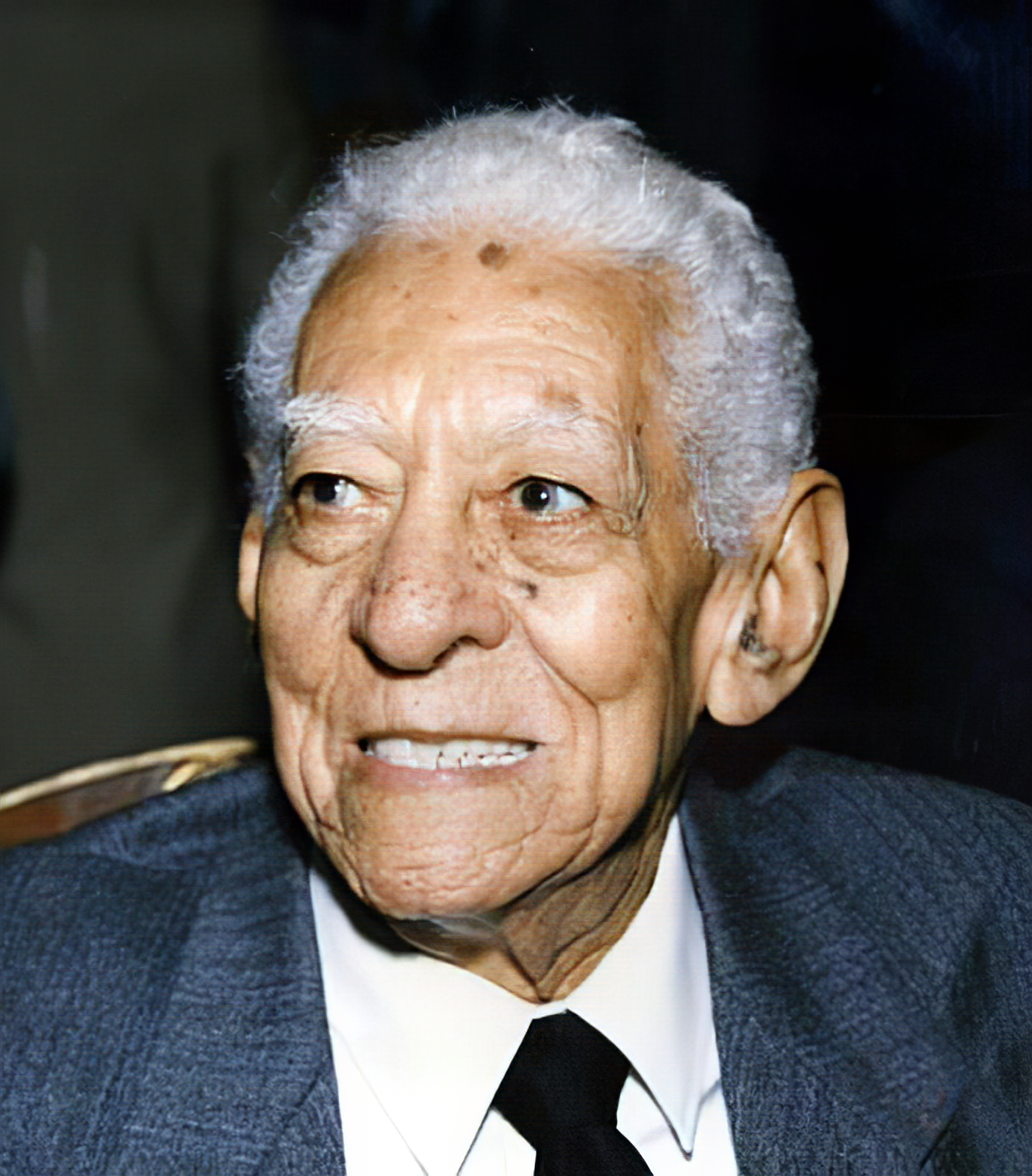
Луис Бельтран Прието Фигероа, основатель МООС и основной исторический лидер партии

В 1967 году правящая в Венесуэле социал-демократическая партия Демократическое действие (ДД) провела праймериз для определения кандидата от партии на пост президента страны. Победителем стал Президент венесуэльского Сената и председатель партии Луис Бельтран Прието Фигероа. Но всесильному основателю и многолетнему лидеру ДД Ромуло Бетанкуру и его сторонникам, считавшим Прието Фигероа слишком левым, удалось, вопреки голосованию, добиться выдвижения в президенты Гонсало Барриоса.[9] После этого Прието Фигероа, поддержавшие его Хесус Анхель Пас Галаррага и Салом Меса Эспиноза, а также значительное число их сторонников отделились и сформировали свою партию, названную ими Народное избирательное движение.
Это был уже третий раскол за историю Демократического действия. Выделение из состава ДД Народного избирательного движения и выдвижение им своего лидера Прието Фигероа на пост президента сыграло важную роль в президентских выборах 1968 года. Раскол электората Демократического действия способствовал победе на выборах основателя социал-христианской партии КОПЕЙ Рафаэля Кальдера. Впервые в своей истории Демократическое действие, до этого неизменно побеждавшее на выборах, было вынуждено уступить победу. С выборов 1968 года в Венесуэле начинается эра двухпартийная демократии и чередования у власти двух основных партий, ДД и КОПЕЙ, которая закончилась только в 1998 году с приходом к власти Уго Чавеса.
В конце 1960-х годов левые партии Венесуэлы были разделены, некоторые из них (Коммунистическая партия Венесуэлы и Революционное левое движение) действовали в подполье и вели партизанскую войну против властей, другие (Народная демократическая сила, Революционная партия национальной интеграции и Социалистическая партия Венесуэлы) действовали легально, принимая участие в выборах. В этих условиях создание новой крупной партии, которая предложила реформировать Венесуэлу в соответствии с идеями социалистической демократии и национального освобождения, что означало передачу власти трудящимся, введение общественной собственности на базовые отрасли промышленности, в первую очередь нефтяную, а также государственного контроля над природными ресурсами, образованием, основными услугами здравоохранения и социального обеспечения и другие меры, позволило ей сразу войти в число крупнейших партий страны.

### Первые выборы
На первых для НИД выборах (1968) выдвинутого им кандидата Прието Фигероа поддержали не только выходцы из ДД, недовольные курсом партийного руководства, но и ряд других партий, в первую очередь левых. В союз с НИД для победы на выборах главы государства вступили Революционная партия национальной интеграции, созданная группой бывших членов ДД и Революционного левого движения, часть независимых и даже центристская партия «Национальное мнение», близкая к консервативным кругам. В результате на президентских выборах Прието Фигероа занял четвёртое место, набрав 19,34 % голосов. В выборах в Национальный конгресс партия участвовала самостоятельно и заняла третье место, получив 12,94 %, что позволило ей завоевать 25 мест в Палате депутатов и 5 мест в Сенате.

### Новая сила
Столкнувшись с растущей угрозой маргинализации и создания в Венесуэле двухпартийной системы, в рамках которой страной будут поочерёдно управлять ДД и КОПЕЙ, лидеры левых и левоцентристских партий решают создать широкую коалицию. Для этого в 1970 году начинаются переговоры между НИД и демократической социалистической партией Народная демократическая сила о создании политической коалиции, которая могла бы противостоять доминированию ДД и КОПЕЙ. На первых порах обе партии договорились о создании единого блока в парламенте. В 1972 году к переговорам присоединились легализованные к тому времени коммунисты и леволиберальный Демократический республиканский союз. Первоначально партиям удалось договориться о создании Народного националистического фронта (исп. Frente Nacionalista Popular), также известного как «Новая сила» (исп. Nueva Fuerza). Участники фронта решили в случае своей победы создать правительство национального единства, национализировать железорудную и нефтяную отрасли, банки, электроэнергетику и латифундии, а также осуществить план широкомасштабного строительства дешёвого жилья. Но в дальнейшем возникли разногласия относительно кандидатуры на президентских выборов 1973 года. ДРС предложил выдвинуть от «Новой силы» своего лидера Ховито Вильяальбу, а НИД — Паса Галаррагу. Не сумев договориться, ДРС решил участвовать в выборах самостоятельно.
Кандидат Народного избирательного движения, поддержанный Компартией, смог занять третье место, получив при этом всего лишь 5,07 % голосов. На выборах в Национальный конгресс партия также выступила неудачно, набрав всего 4,96 %, что означало потерю ею двух третей своих мандатов в Палате депутатов и более половины мест в Сенате. При этом НИД стал лишь четвёртой партией по количеству депутатов, пропустив вперёд недавно созданную группой бывших коммунистических партизан партию Движение к социализму, которая с тех пор стало ведущей левой силой в Венесуэле.

### Падение
На выборах 1978 года НИД вновь выдвинул своего лидера Луиса Бельтрана Прието Фигероа, что, впрочем, не улучшило положение партии. По итогам голосования Прието Фигероа получил только 1,12 % и остался лишь пятым, пропустив вперёд кандидатов от Движения к социализму и партии «Общее дело». Пятое место НИД занял и на выборах в Национальный конгресс, набрав лишь 2,22 % голосов избирателей, что означало для партии потерю половины своих мест в Палате депутатов и представительства в Сенате.
В 1979 году НИД удалось вместе с другими левыми партиями, объединившимися в единую коалицию, занять третье место на муниципальных выборах, получив 7,2 % голосов. Ко всеобщим выборам 1983 года левые вновь подошли без единого кандидата, разделившись на два блока, один из которых составили Народное избирательное движение, коммунисты, Социалистическая лига, Группа революционного действия и Независимые социалисты. Выдвинутый ими адвокат и журналист Хосе Висенте Ранхель, ранее депутат Конгресса от демократических республиканцев, дважды баллотировавшийся на пост президента от Движения к социализму, смог улучшить показатель Прието Фигероа на выборах 1978 года, получив 3,44 % голосов, но не смог подняться выше четвёртого места. В то же время на выборах в парламент НИД вновь выступил неудачно, собрав менее двух процентов голосов и потеряв четверть своих мест в Палате депутатов, во второй раз оставшись без представительства в Сенате.
Всеобщие выборы 1988 года показали, что падение популярности Народного избирательного движения продолжается. Выдвинутый партией врач-психиатр Эдмундо Чиринос смог привлечь голоса лишь 0,81 % избирателей. На выборах в Национальный конгресс НИД получил лишь 1,61 % голосов, потеряв треть своих мандатов в Палате депутатов и оставшись всего лишь с двумя депутатами.

### Крушение двухпартийной системы
Всеобщие выборы 1993 года проходили на фоне серьёзного экономического кризиса, усугублённого банковским кризисом и коррупционными скандалами. Годом ранее, в 1992, было предпринято две попытки переворота, которые хотя и провалились, но показали, что недовольство политическим истеблишментом широко распространилось даже в армии. Экономические и политические потрясения стали причиной кризиса доверия к традиционным основным партиям, Демократическому действию и КОПЕЙ. В это время, один из самых опытных политиков Венесуэлы Рафаэль Кальдера, президент Венесуэлы в 1963—1968 годах, решает в очередной, шестой раз выдвинуть свою кандидатуру на пост главы государства. Не найдя поддержки в основанной им партии КОПЕЙ, он покидает её и создаёт христианско-демократическую партию «Национальная конвергенция», которая и выдвинула его на пост президента. 17 малых партий, от крайне левых до центристов, решили поддержать Кальдеру, рассматривая его как человека, способного разрушить монополию на власть двух ведущих партий. Среди этих партий было и Народное избирательное движение. В итоге Кальдера, хотя и получил всего чуть больше 30 % голосов, был избран президентом. А вот выборы в Конгресс показали, что печальная для НИД тенденция снижения популярности продолжилась. Партия смогла получить всего 0,59 % голосов, завоевав 1 мандат в Палате депутатов.
На президентских выборах 1998 года Народное избирательное движение официально поддержала кандидатуру Уго Чавеса, который и был избран новым президентом, получив 56,2 % голосов. Впрочем, успех Чавеса не помог партии на выборах в Конгресс, где ей удалось набрать всего лишь 0,3 % голосов, сумев при этом сохранить свой единственный депутатский мандат.

### Эра Чавеса
После прихода к власти Уго Чавеса Народное избирательное движение заняла позицию поддержки курса новых властей Венесуэлы. Это не помогло партии улучшить свои результаты на выборах. По итогам выборов в Национальную ассамблею 2000 года НИД впервые в своей истории остался без представительства в парламенте.
2000-е годы стали для Народного избирательного движения временем восстановления. Во время региональных выборов 2004 года партии удалось одержать победу на выборах мэра муниципалитета Мара, одного из муниципальных образований агломерации города Маракайбо (штат Сулия), опередив кандидатов от партии Уго Чавеса Движение за пятую республику и оппозиционных партий «Новое время» и Демократическое действие. В 2005 году НИД удалось получить 1,1 % голосов на выборах в Национальную ассамблею и завоевать одно место в парламенте. На президентских выборах 2006 года Народное избирательное движение стало девятой политической силой в стране и пятой среди партий, поддержавших переизбрание президента Уго Чавеса.
В декабре 2006 года Уго Чавес, добившись переизбрания на пост президента, объявил о предложении создать единую партию, в которую должны были войти все силы, поддерживающие его политику. Первоначально генеральный секретарь Народного избирательного движения и депутат Национальной ассамблеи Эустакио Контрерас публично выразил согласие с инициативой Чавеса, но решение о самороспуске НИД и интеграции в состав Единой социалистической партии Венесуэлы не было ни принято, ни отвергнуто. Официально движение отложило рассмотрение вопроса о слиянии с партией Чавеса.
В начале 2008 года НИД вошло в состав Патриотического альянса (исп. Alianza Patriótica), объединившего проправительственные партии для участия в региональных выборах этого года. Но позднее партия из-за проблем с выдвижением кандидатов была вовлечена в конфликт с большинством Альянса и покинула его. Позднее генеральный секретарь Народного избирательного движения Эустакио Контрерас был исключён из партии как виновник конфликта, который, как посчитали в движении, привёл к неудаче на выборах.
На выборах в Национальную ассамблею 2010 года Народное избирательное движение получило 0,2 % голосов.
В октябре 2011 года накануне президентских выборов 2012 года была создана коалиция политических партий и общественных движений, поддерживающих так называемую боливарианскую революцию, названная «Большой патриотический полюс Симона Боливара» (исп. Gran Polo Patriótico Simón Bolívar, GPPSB). Блок был создан, чтобы объединить политические и общественные силы, поддерживающие переизбрание Уго Чавеса президентом Венесуэлы. Одним из учредителей коалиции стало Народное избирательное движение. В итоге Чавес был в очередной раз переизбран президентом, получив 55,25 % голосов. Во время досрочных выборов президента 2013 года партия в составе коалиции «Большой патриотический полюс» поддержала Николаса Мадуро, соратника и преемника покойного Уго Чавеса, победившего с результатом 50,61 % голосов.